# Rustam Chuczbarow
Rustam Muchchamiedowicz Chuczbarow (ros. Хучбаров Рустам Муххамедович; ur. 8 października 1988) – rosyjski zapaśnik startujący w stylu klasycznym. Dziewiąty w Pucharze Świata 2013. Mistrz Rosji w 2010 roku.